# Grønnevang Skole
Grønnevang Skole er en grundskole og folkeskole i Hillerød Øst, der består af de tidligere skoler Kulsvierskolen, Nødebo Skole og Skanseskolen. De tre skoler blev slået sammen i skoleåret 2011-2012. Der undervises fortsat i alle tre skolers bygninger, hvor indskolingen foregår i Nødebo og på Jespervej (Kulsvierskolen) alt imens udskolingen foregår på Østervang (Skanseskolen). Fra 6. klassetrin er skolen en såkaldt linjeskole, der tilbyder 5 linjer, hvor eleverne kan fokusere på interesseområder og i visse fag få flere undervisningstimer end udstukket fra Undervisningsministeriet.

## Historie

### Kulsvierskolen
Kulsvierskolen blev grundlagt i 1968 som del af Hillerød købstads planlægning af den store "østby", og var en af Hillerøds største skoler. Nødebo Skole har fra starten været en del af Kulsvierskolen, da børnene fra Nødebo skiftede fra den lille skole i Nødebo til den store skole et par kilometer væk i Hillerød mellem 2. og 3. klassetrin.
Skolen hedder nu Grønnevang Skole, afd. Jespervej.
Skolen blev opkaldt efter det nærliggende kulsvierområde, hvor kulsviere producerede trækul, som blev solgt på Kultorvet i København. 
Skolens første mangeårige inspektør var Finn Nygreen.

#### Kendte personer der har gået på Kulsvierskolen
- Jokeren (rapper) (Jesper Dahl)
- Line Baun Danielsen
- Blæs Bukki
- Marcel Mark Gbekle
- Lene Maria Christensen

### Nødebo Skole
Nødebo Skole – en skoleafdeling under Grønnevang Skole, er placeret i den lille by Nødebo, midt i Gribskov. Nødebo Skoles historie går mange hundrede år tilbage, og har en rodfæstet tilknytning til Nødebo og den beboer. Nødebo Skole er indskolingsskole fra før-SFO til og med 5. klasse. Nødebo Skole blev efter et forslag om lukning i 2015, hvor borgere stod sammen og sikrede et politisk forlig til bevarelse af den lokale skole i Nødebo, udvidet i 2017 til at gå fra 3 kl. helt op til 5 klasse, da man ønskede en fuld indskoling lokalt. Siden er Nødebo Skole blevet en selvstændig afdeling under Grønnevang Skole med lokal skoleledelse og flere faste lærere tilknyttet skolen. 
Nødebo Skole huser, foruden almen folkeskole også SFO og Klub. Endvidere benytter byens borgere flittig skolens idrætshal til div. aktiviteter. 
I 3 klasse begynder børnene at modtage undervisning en gang ugentligt på Jespervej. Det har skolen valgt for at sikre at børnene har adgang til relevante faglokaler, og så de løbende møder de børn de fra 6. klasse skal være samme med i udskolingsforløbet. Fra 6. klasse kommer de unge fast til Grønnevang skoles udskoling på afd. Østervang, hvor de starter udskolingsforløbet op med deres kammarater fra Jespervejafdelingen. Der er sørget for bustransport til både Jespervej og Østervang.
Nødebo Skole er en lille skole med ca. 125 elever, og en klasse pr trin. Nødebo Skole var i 2016 deltager i undervisningsministeriets store demonstrationsskoleprojekt, og er efterfølgende blevet en praktiserende udeskole, hvor den lokale natur i form af Unescos parforcejagtområde, Natura 2000, Københavns Universitet ved Skovskolen og Esrum Sø, samt mange gode naboer benyttes flittigt i undervisningen. Nødebo Skole har et løbende og tæt samarbejde med Københavns Universitet ved Skovskolen i Nødebo.
Udskolingsafdelingen i Østervang er også en mindre, men yderst alders specialiseret skole med ca.350 unge fra 6 til 9 klasse. Skolen praktiserer linjefag og udeskole.